# Isatis arenaria
Isatis arenaria är en korsblommig växtart som beskrevs av Georges Vincent Aznavour. Isatis arenaria ingår i släktet vejdar, och familjen korsblommiga växter. IUCN kategoriserar arten globalt som otillräckligt studerad. Inga underarter finns listade i Catalogue of Life.